# Écublens (Vaud)
Pour les articles homonymes, voir Écublens.
Écublens, officiellement Ecublens, est une ville et une commune suisse du canton de Vaud, située dans le district de l'Ouest lausannois.
Elle accueille en particulier les campus de l'École polytechnique fédérale de Lausanne et de l'Université de Lausanne.

## Géographie

### Situation

Photo aérienne (1960).

Le territoire d’Écublens s'étend sur 5,71 km2. Lors du relevé de 2013-2018, les surfaces d'habitations et d'infrastructures représentaient 62,8 % de sa superficie, les surfaces agricoles 24,8 %, les surfaces boisées 11,5 % et les surfaces improductives 1,0 %.
Le territoire communal est relativement plat, excepté les quartiers de Bassenges, du Motty et de l’Ormet situés sur une ancienne moraine glaciaire du glacier du Rhône. Quelques vignes orientées à l’est donnent un côté agricole et champêtre à la commune, d’où le slogan « Ville et Campagne ». À l’Ouest, à Renges, se trouvent quelques cultures maraîchères et fruitières. L'Ouest lausannois traîne une image négative dans l'inconscient général. Le développement chaotique de cette région a entraîné un moratoire sur les constructions importantes au début des années 2000. Depuis, la concertation entre les communes du district s'est largement développée, et une vision commune tente de rattraper les erreurs d'urbanisme grâce au Schéma directeur de l'Ouest Lausannois (SDOL). En effet, la région est morcelée par les nombreux axes de circulation lourds (autoroutes, lignes ferroviaires), ce qui représente un obstacle important au niveau des déplacements de part et d'autre de ces axes.
| Échandens | Bussigny / Crissier | Renens                |
| Denges    | Écublens            | Chavannes-près-Renens |
|           | Saint-Sulpice       |                       |

### Hydrographie
Ecublens est traversée par la Venoge qui marque la frontière avec Denges et Échandens, mais aussi par la Sorge et la Chamberonne.

### Climat
Du fait de sa position dans le bassin lémanique, la ville bénéficie de l'effet régulateur du lac Léman. Des poches de brouillard se forment en automne aux abords des cours d'eau et dans la plaine. Les observations climatiques de la Région lémanique s'appliquent à la commune.

### Quartiers
Le territoire d'Ecublens comprend différents hameaux (Le Pontet, Le Motty, Le Villars, Bassenges, Epenex, Renges et la Maison Blanche).

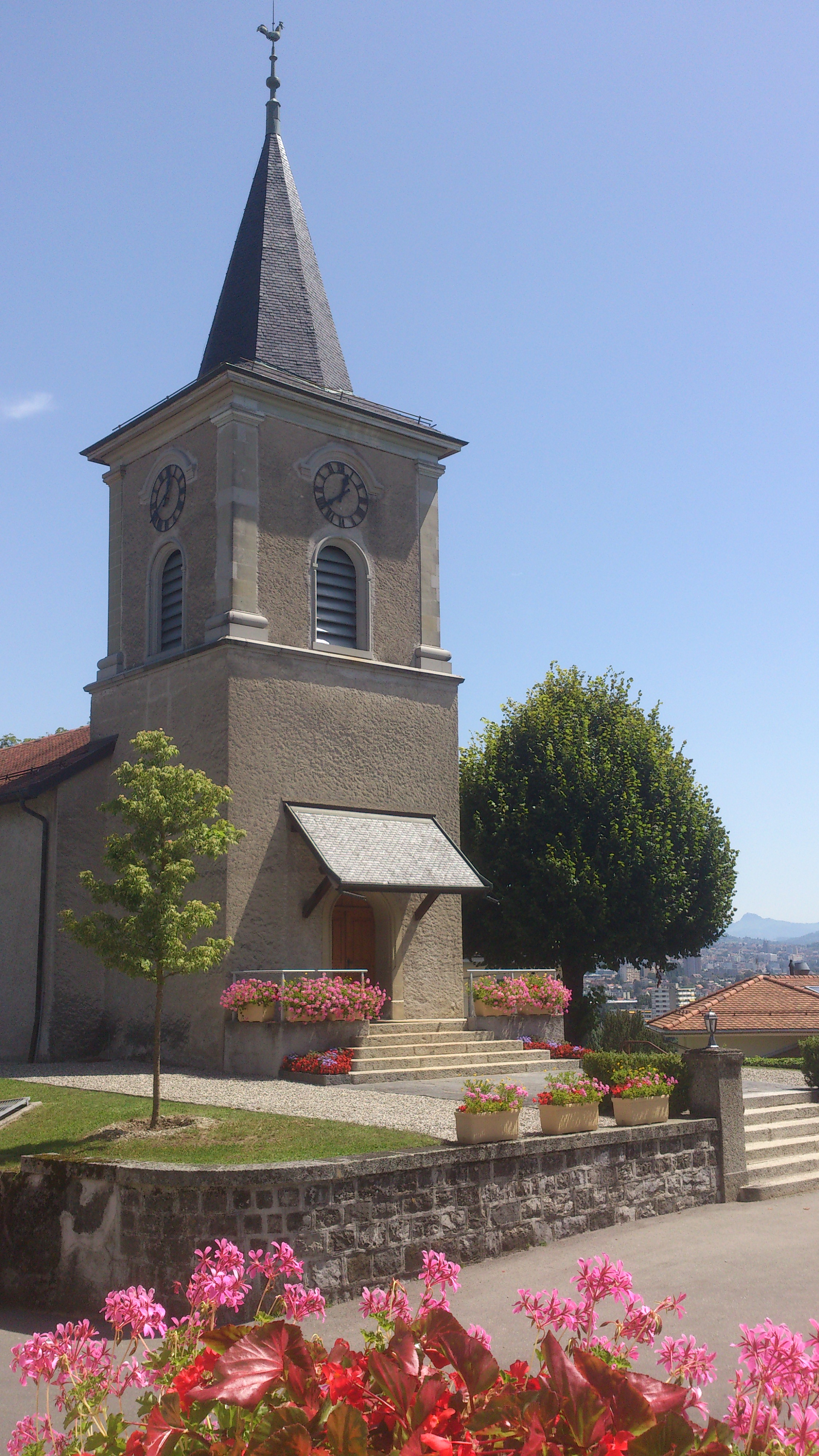
L'église.
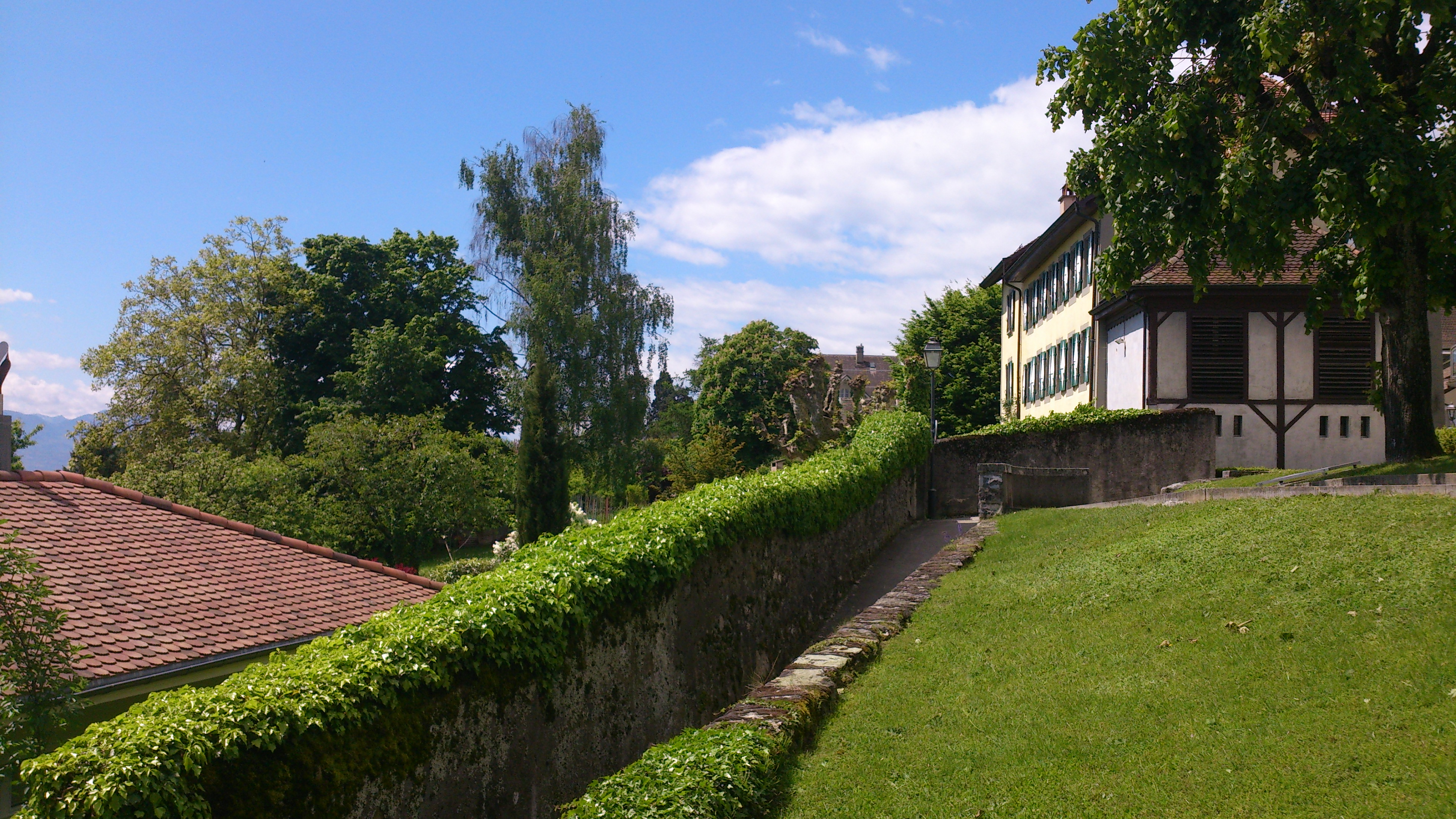
Jardins de l'église.
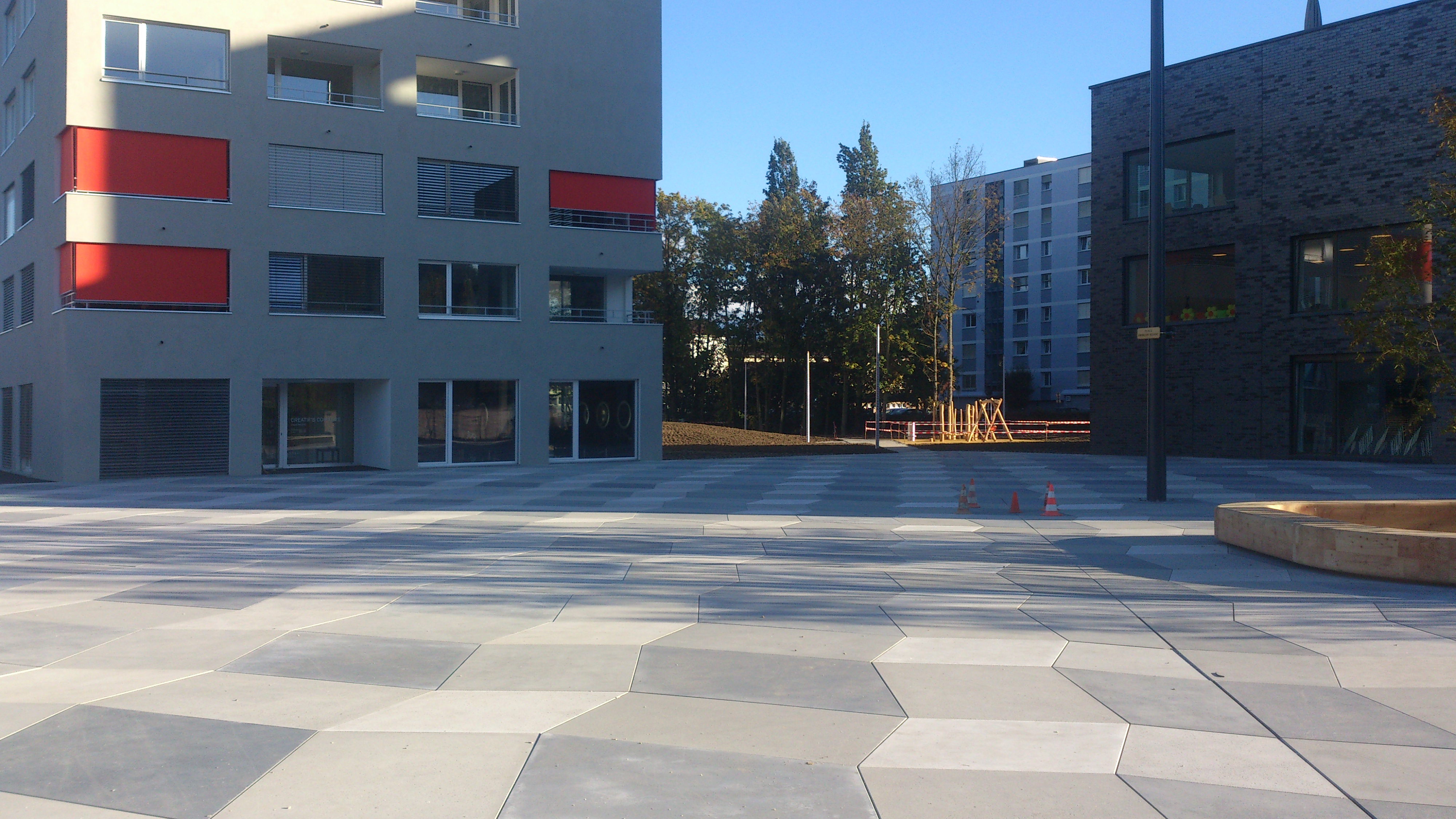
Place François Silvant.
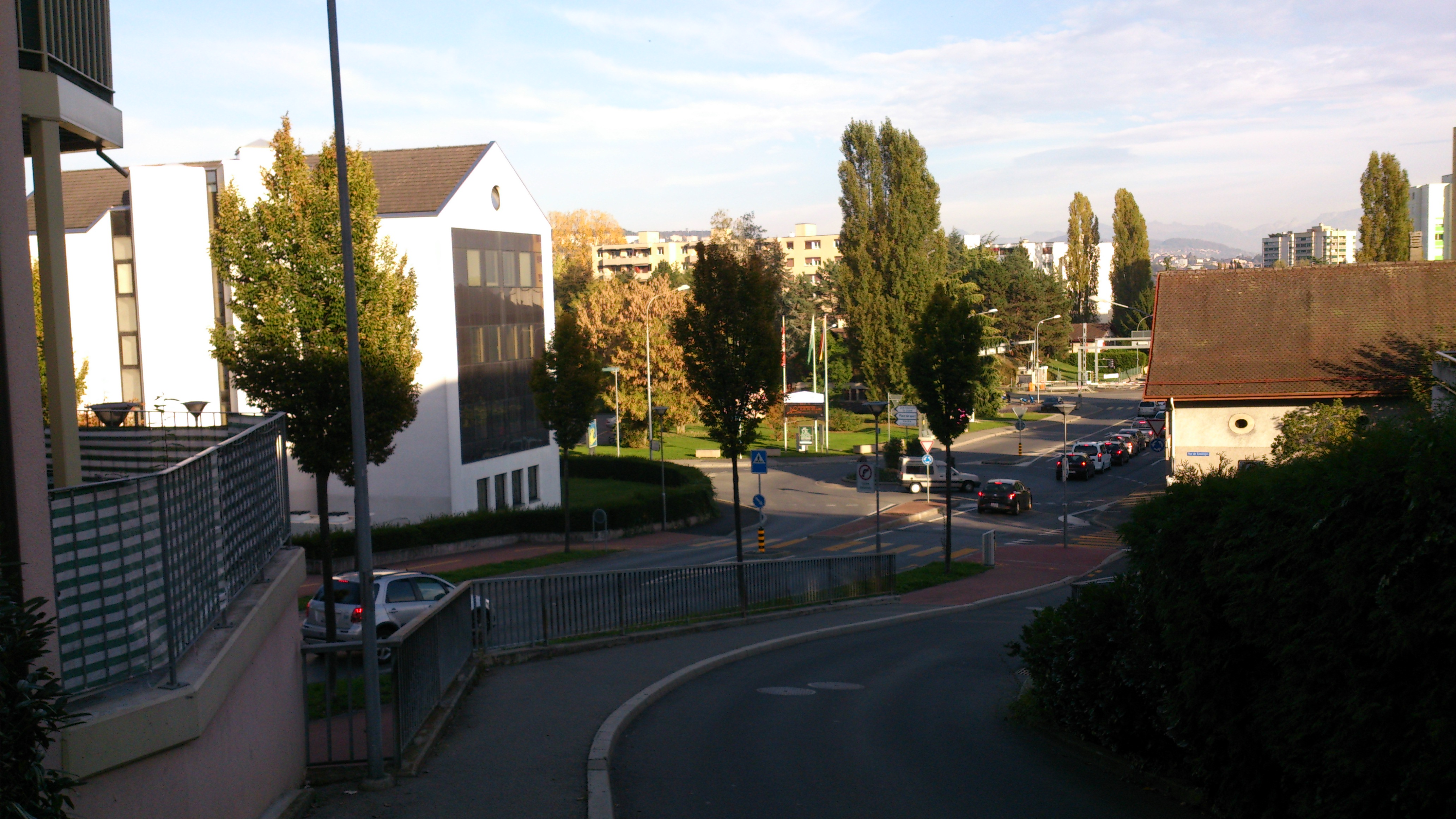
Le Villars.
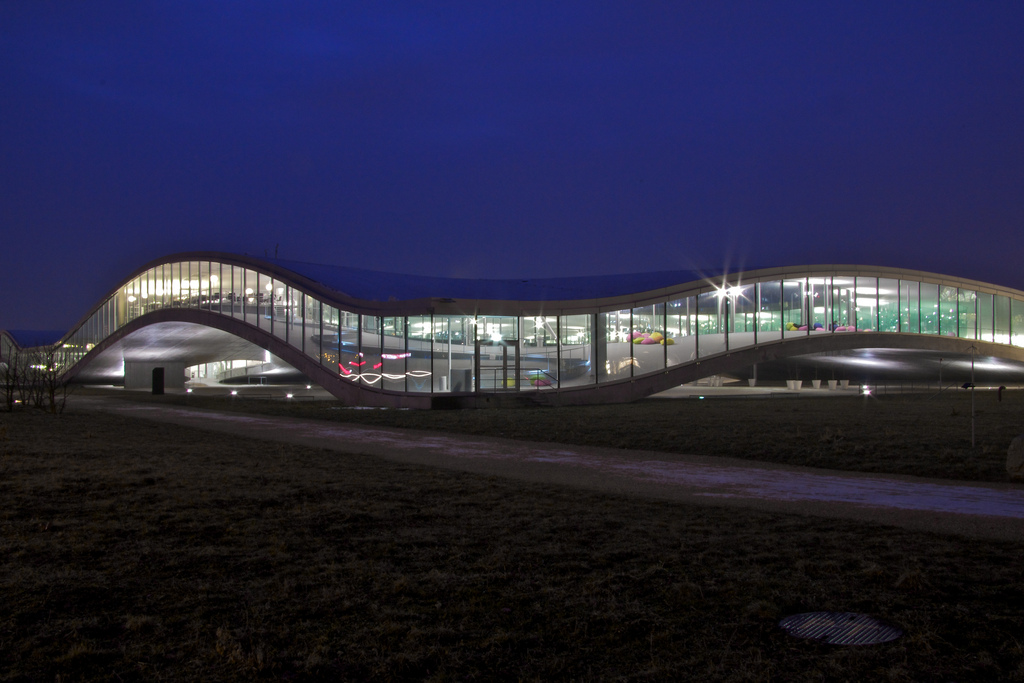
Rolex Learning center - EPFL.
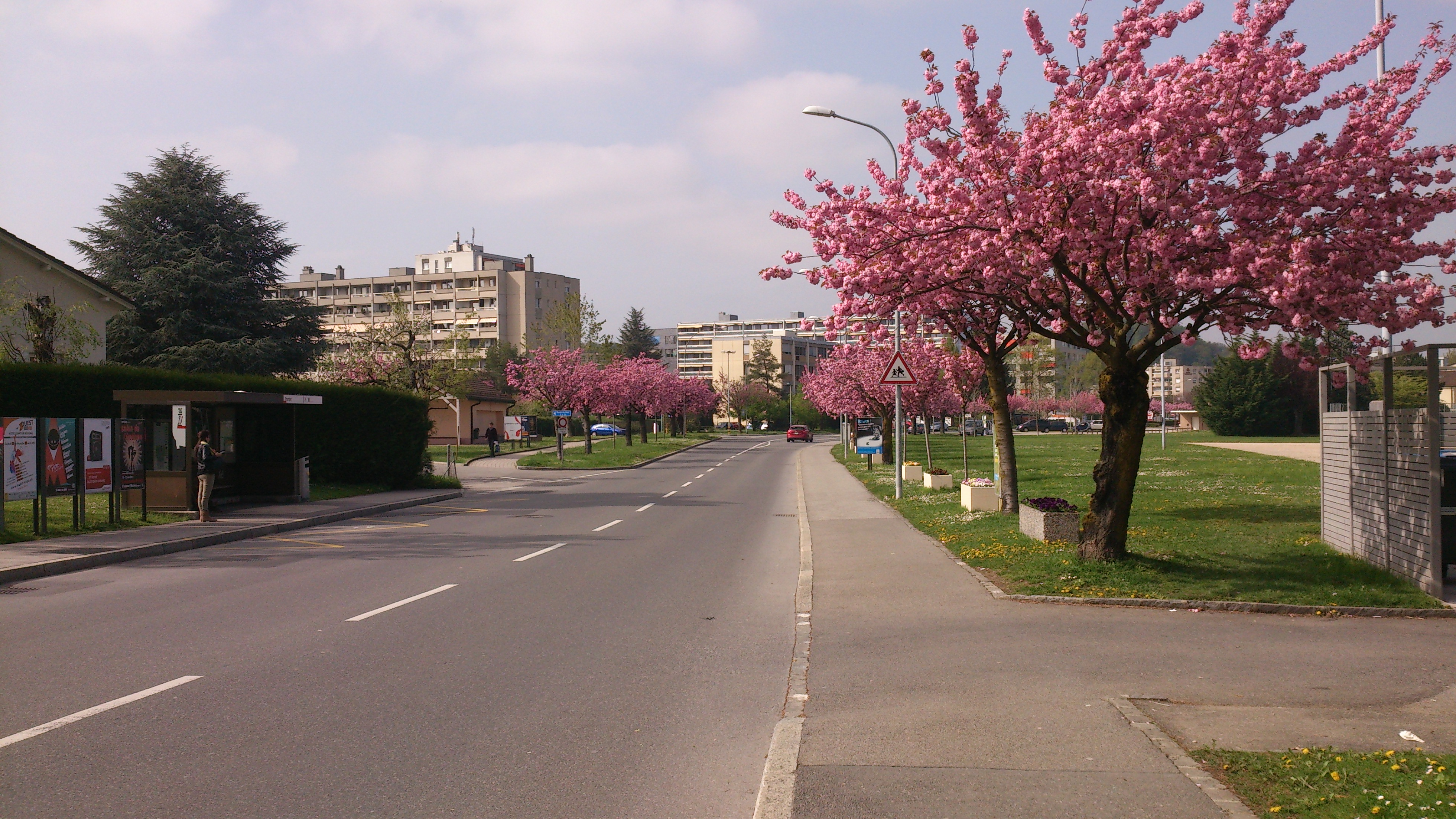
Le Croset.

#### Le Motty
Il s'agit d'un des hameaux historiques de la commune. L'hôtel de ville du Motty abrite les bureaux de l'administration communale.

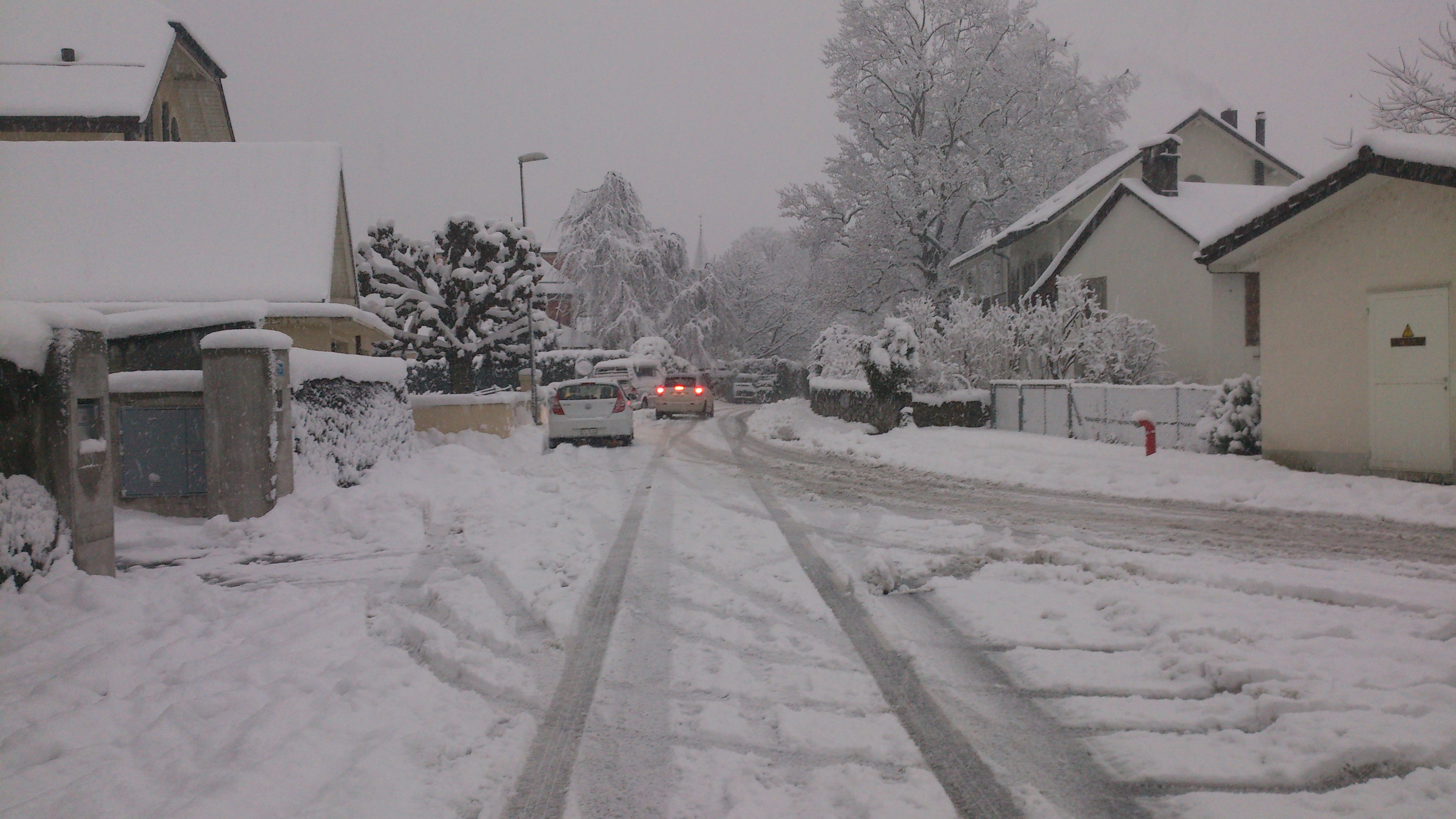
Le Motty.
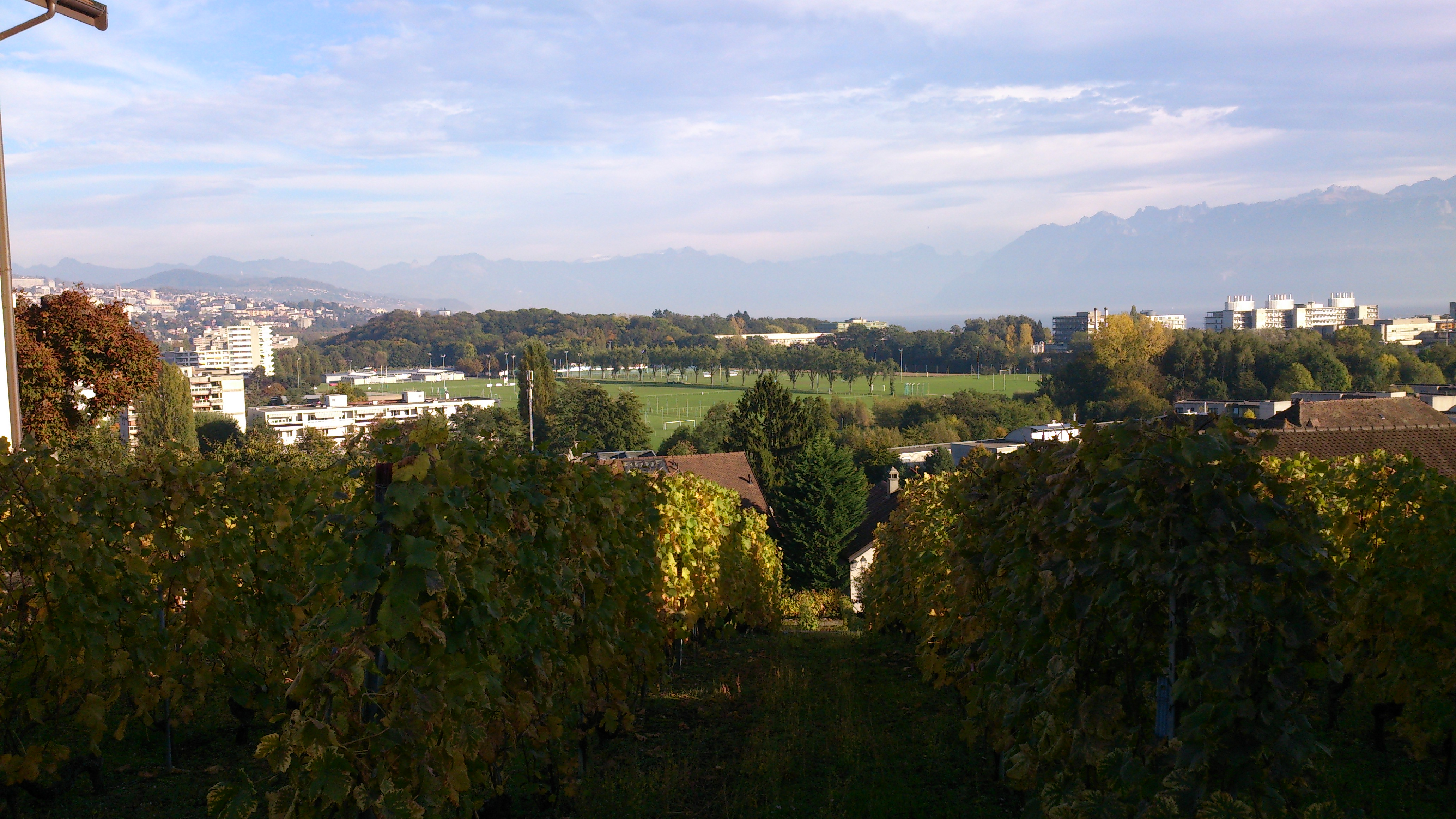
Coteau du Motty.

#### Bassenges
Cet article possède un paronyme, voir Bassenge.
Situé en contrebas du Motty, les vieux murs rappellent les anciens vignobles. On y perçoit une ambiance villageoise. Le chemin de la Cocarde descend à flanc de colline en direction du Villars. On y trouve la bâtisse vigneronne où résida Lénine lors de son passage dans la commune. L'avenue du Tir-Fédéral longe le hameau.

#### Renges
Renges est un hameau agricole qui a su garder son caractère authentique malgré l'urbanisation chaotique de l'Ouest lausannois. Véritable curiosité au sein de la commune, le hameau est souvent méconnu. Originellement bâti en 1701, le four banal a été rénové à diverses reprises. Toutes sortes de pains ainsi que de viandes et de fruits à sécher y étaient enfournés. Le four atteignait une température maximale de 300 °C.
Il est encore aujourd'hui utilisé par les habitants de Renges,.

#### Le Villars
La rue du Villars est l'une des rues principales de la commune. Il s'agit essentiellement d'une route de transit, les commerces n'y étant pas nombreux. Le hameau se situe au sommet de part et d'autre de la route. Il passe presque inaperçu, noyé par la circulation ou les bâtiments plus élevés.

#### Ormet
Quartier résidentiel en bordure de la route H1, Lausanne-Genève. L'habitat individuel est prédominant. Le jardin public de Mon Repos se situe à l'est de l'Ormet. L'Esplanade Bonaparte offre un intéressant point de vue sur la plaine et l'EPFL, le lac et les Alpes.

#### Montaney
Dernier né des quartiers résidentiels, situé à l'entrée de Vallaire, il se compose de villas jumelles, de villas familiales et de quelques locatifs reprenant le style architectural des villas avoisinantes. Le cadre y est encore champêtre.

#### Le Croset
Il s'agit du quartier le plus peuplé de la commune. Il compte des grands ensembles d'habitation (Veilloud, Stand, Croset), un centre commercial, une zone industrielle, des écoles et des terrains de football. Les autorités communales ont décidé de redéfinir ce quartier comme le nouveau centre de la ville. Les centres commerciaux étaient jusqu'ici les principaux lieux de rencontre. L'inauguration d'un centre socio-culturel qui abrite une garderie, une halte-garderie, une bibliothèque, une ludothèque, un CMS et des appartements protégés, parachève cette ambition. Les bâtiments s'articulent autour d'une place centrale, nommée à cette occasion Place François Silvant, illustre habitant de la commune.

#### Suchet-Forêt
Quartier populaire, situé entre Épenex et l'autoroute. L'habitat y est prédominant. Dans le cadre du plan « Stratégie et développement de l'Ouest lausannois » (SDOL), il est prévu d'y créer une liaison cycliste souterraine avec Crissier et la zone d'activité de l'Arc-en-ciel.

### Epenex
Le quartier d'Epenex se situe à l'ouest de la gare de Renens et à la frontière avec les communes de Renens et Chavannes-près-Renens. Celui-ci a un caractère industriel marqué. La télévision musicale privée TVM3 est située le long de l'avenue d'Epenex. Le métro m1 des TL relie directement le quartier au Flon. L'enchevêtrement des frontières communales a créé un quartier hétérogène mais vivant. Ce carrefour, au sud de la gare de Renens, est un des points névralgiques de l'Ouest lausannois.

#### Triaudes
Le quartier se compose en grande majorité de logements pour étudiants. Il se trouve à proximité immédiate du centre de congrès de l'EPFL inauguré en avril 2014. L'arrêt du métro M1 « Bassenges » permet aux étudiants de se rendre rapidement sur les différents sites de l'EPFL ou de l'UNIL. De nouveaux logements étudiants ont également vu le jour à côté du centre de congrès, reliant aisément les Triaudes aux écoles supérieures, ainsi qu'aux différents commerces ouverts à proximité immédiate des quais du métro.

#### Vallaire
Le quartier se compose en majorité de zones industrielles ou artisanales. Situé à l'ouest de Renges, il marque la frontière avec la commune de Saint-Sulpice.

#### Dorigny

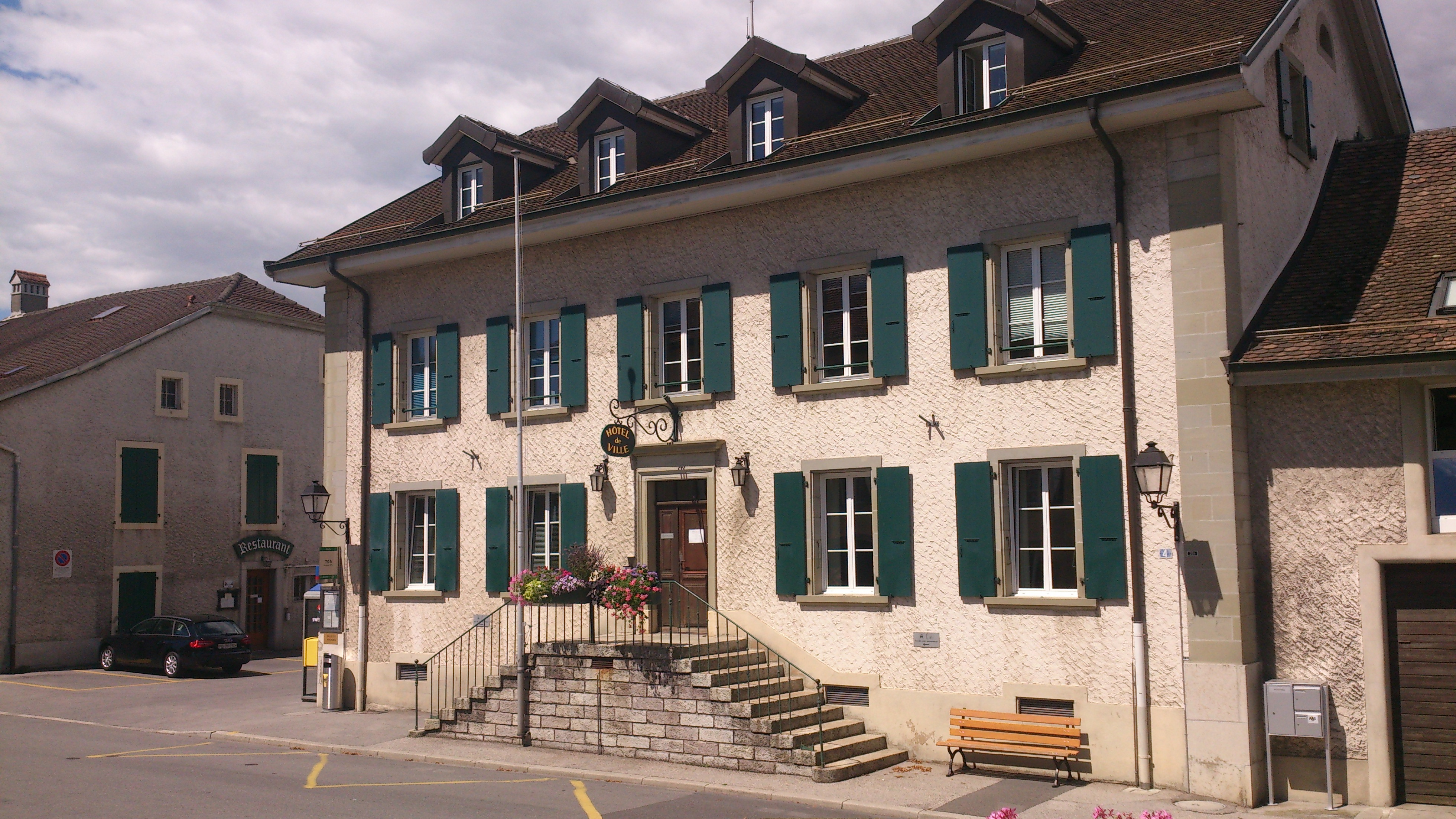
Ancienne école, aujourd'hui maison de commune.

Quartier situé au bord du lac, où l'on a retrouvé des traces de pilotis, vestiges d'habitations sur palafittes.
En 1706, un membre de la famille de Loys, Jean-Rodolphe de Loys, établit une papeterie, puis, en 1731, une forge et une blanchisserie. Vers 1774, Étienne-François-Louis de Loys construit pour son frère Jean-Louis le château de Vidy. En 1910, Marguerite de Loys (1860-1938) quitte le domaine. La maison est alors louée à des voyageurs fortunés, notamment à l'Aga Khan, qui viennent y passer leurs vacances.
En 1970, le quartier de Dorigny, racheté par le Grand Conseil en 1963, se voit accueillir le premier bâtiment de l'UNIL, le Collège propédeutique (actuellement Amphipôle). Au fil des années, une dizaine de nouveaux bâtiments ont vu le jour, dont un bâtiment central avec la bibliothèque cantonale. Le nombre d'étudiants a également augmenté, passant de 2 000 à 15 000 étudiants, soit une augmentation de 650 % depuis le déménagement de l'Université à Dorigny,.

#### Autres quartiers
- Université de Lausanne, EPFL
- Larges pièces, zone industrielle (Centrale Migros Vaud, JOWA, MiCarna, Thévennaz LeDuc...).

### Transports

#### Métro

Tracé du M1.

La ligne M1 du métro de Lausanne aussi appelée « TSOL » est la principale ligne de transport en commun de la commune. La cadence maximale est d'un passage toutes les 5 minutes aux heures de pointe. La ligne étant à voie unique, les croisements ne sont possibles qu'aux stations. En 1910, il y avait déjà un projet de tramway reliant Renens, Écublens et St-Sulpice qui ne s'est jamais réalisé. Dans les années 1960, le projet de chemin de fer refait surface, les autobus ne suffisant plus pour tous les étudiants de l'université qui était en train de déménager du côté de Dorigny. Finalement, il aura fallu attendre 81 années avant d'accueillir le premier TSOL reliant Renens et Lausanne en passant par Écublens.

Les stations de métro sur Écublens
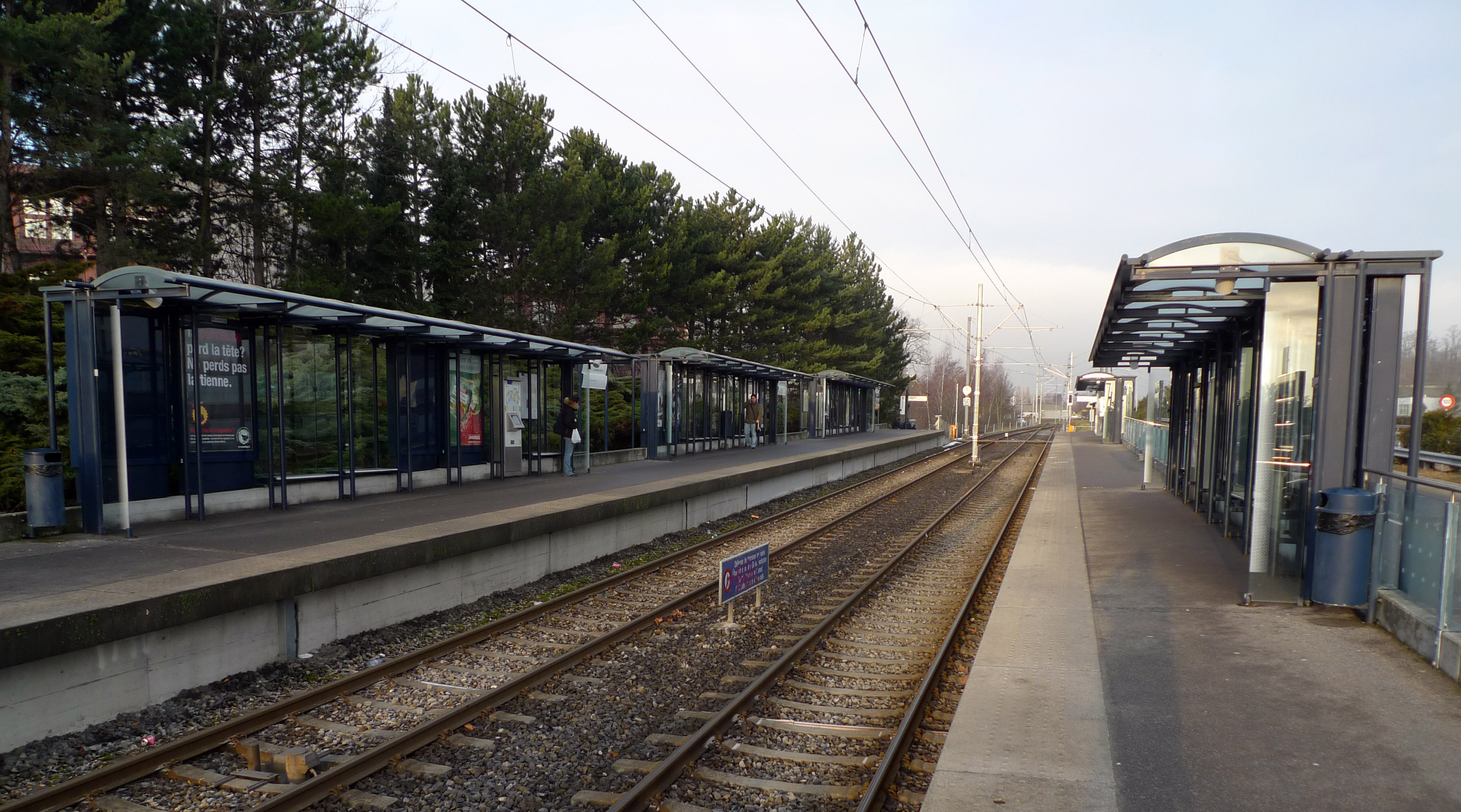
UNIL-Chamberonne.
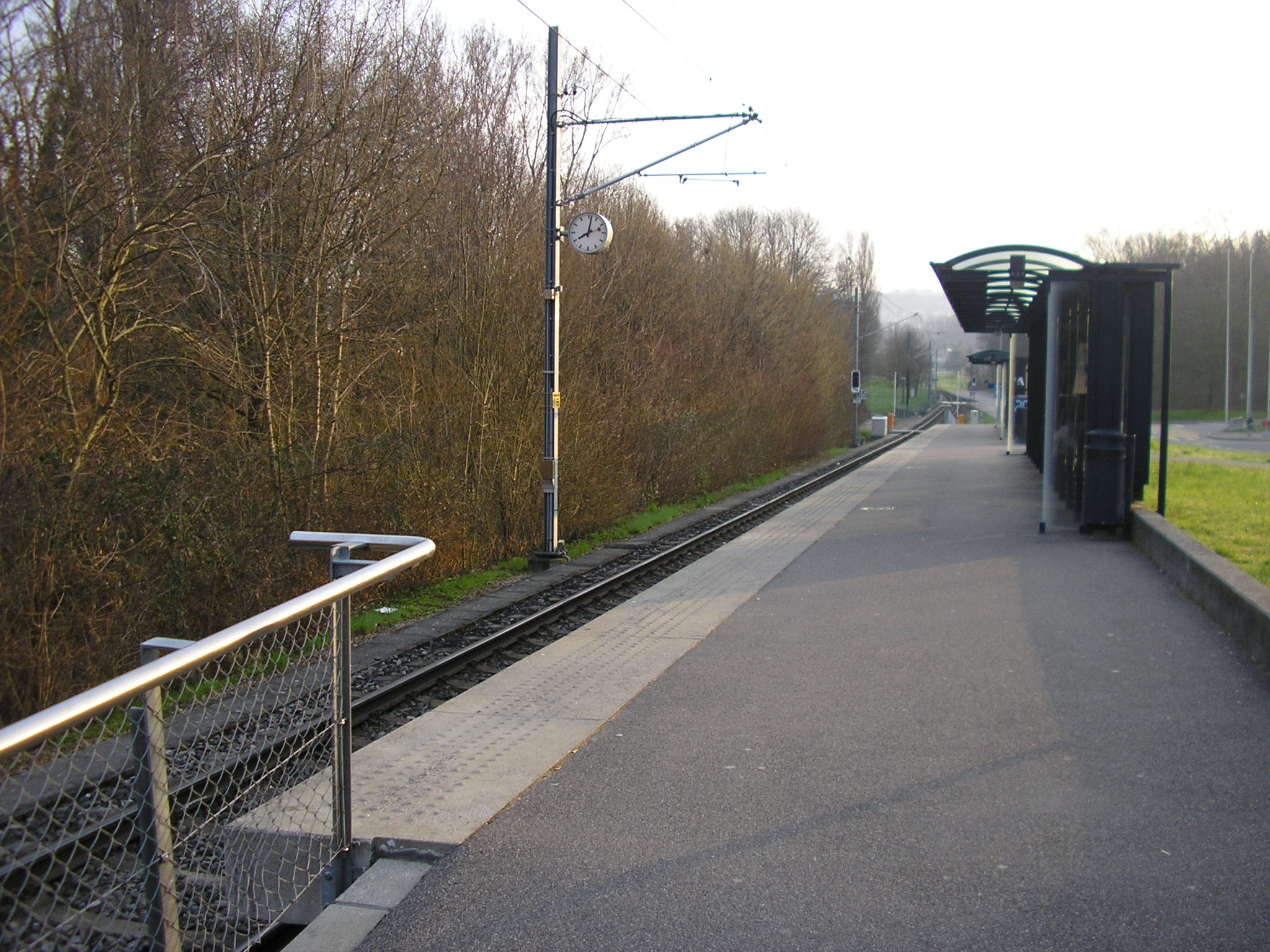
UNIL-Sorge.
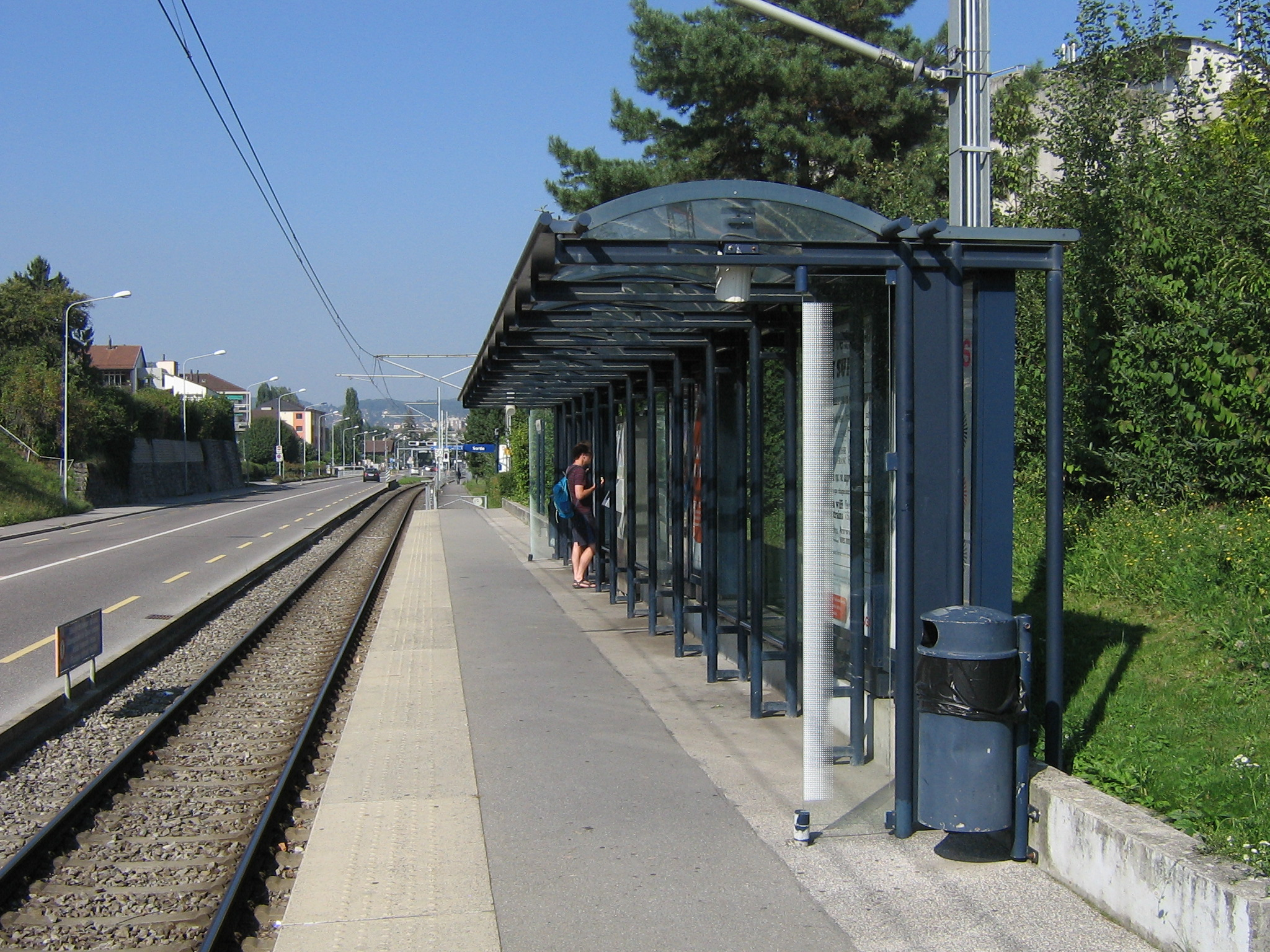
Bassenges.
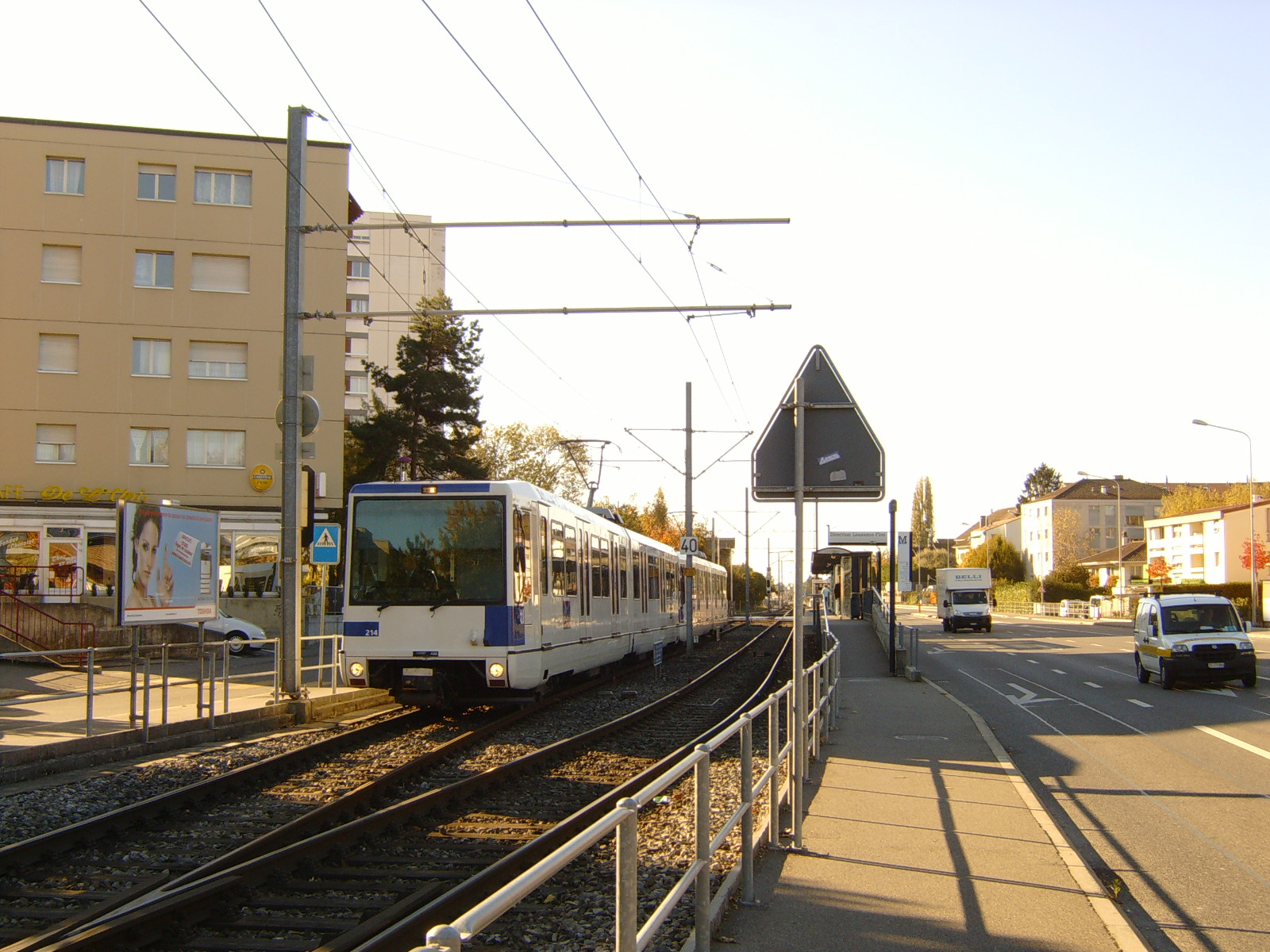
Cerisaie.
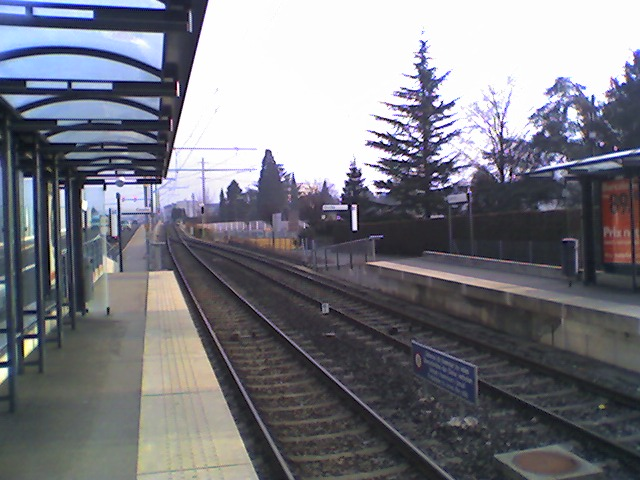
Crochy.

#### Essor des transports
Dès la fin du XIXe siècle, à Écublens, un important essor des voies de communications et des transports a pu être remarqué. Ce phénomène résulte de la proximité du chef-lieu cantonal. Des progrès notables ont été enregistrés dans le domaine de la circulation des personnes et des marchandises.

#### Bus
La commune est desservie par les lignes de bus de deux compagnies, les transports publics de la région lausannoise (TL) et les transports de la région Morges-Bière-Cossonay (MBC).
Les lignes TL desservant la commune sont les lignes 31, 32 et 33. Les lignes MBC desservant la commune sont les lignes 701 (Échichens - Morges - Préverenges - Rolex Learning Center - Bourdonnette) et 705 (Lonay - Denges - Échandens - EPFL).

#### Train
La gare de Renens est située en bordure du territoire communal. Le quartier d'Épenex jouxte la voie 1. La gare, qui est aussi le terminus de la ligne M1 (station Renens-Gare), est desservie par le Réseau express régional vaudois à travers les liaisons suivantes :
- R1 : Lausanne - Grandson
- R2 : Lausanne - Grandson
- R3 : Vallorbe - Saint Maurice
- R4 : Brassus - Aigle
- R5 : Allaman - Palézieux
- R6 : Allaman - Palézieux

Elle est également fréquentée par le RegioExpress sur les lignes suivantes :
- RE33 : Annemasse - Saint-Maurice

Enfin, l'InterRegio permet de desservir :
- IR : Lausanne - Neuchâtel

#### Route
- L'autoroute A1 traverse le territoire communal. Construit en 1964, l'échangeur autoroutier d'Écublens est l'un des plus fréquentés de Suisse. Le trafic est rarement fluide en raison de sa densité et des obstacles tels que des bordures ainsi que des poids lourds. L'échangeur est conçu en triangle et entouré d'un bois[14]. Les sorties de Lausanne-EPFL et de Crissier permettent de rejoindre la commune. Une nouvelle jonction autoroutière est prévue à moyen terme afin de décharger l'autoroute et permettre une meilleure diffusion du trafic.
- Route principale 1. « La route du lac » marque la frontière sud de la commune et relie la ville à Lausanne.
- L'avenue du Tir-Fédéral traverse la commune du nord au sud depuis la place de la Gare de Renens, en marquant la frontière avec Chavannes-près-Renens. Cette dernière est prolongée par la route du Pont Bleu, le Pont de l'Avenir et le Tunnel du Marcolet en direction de Crissier. Il s'agit de l'un des seuls points de franchissement du faisceau de voies CFF dans l'Ouest lausannois.

#### Projet d'aéroport
En 1946, Dorigny devait être transformé en aéroport avec une piste débutant sur le site actuel de l'EPFL et terminant sur celui de la Banane. Cet aéroport aurait complété celui de la Blécherette, situé à une trop grande altitude, et d'une piste au sol inégal. Le projet a été abandonné en 1960, la raison principale étant le bruit. De nos jours, l'Université et l'EPFL se trouvent à la place de celui-ci,.

## Toponymie
La plus ancienne mention remonte à 958-959 (in villa Escublens). Tiré d'un nom de personne germanique (prob. Scubilo) complété d'un suffixe toponymique lui aussi germanique –ingos. On trouve aussi la forme Scubilingis puis Scublens en 1147, Excublens (1177), Escublens en 1228, et Ecublens.

## Histoire

### L'Âge du fer
Cette période est dite aussi de Hallstatt (1300-400 av. J.-C.). Elle est représentée par des trouvailles archéologiques aujourd'hui exposées au Musée cantonal d'archéologie et d'histoire de Lausanne. La fouille de près de 2 000 sépultures a permis d'établir une chronologie précise de cette époque.

#### Famille noble d'Écublens
La famille noble vaudoise remonte aux chevaliers Pierre Raymond et Uldry cités en 1142. Elle fournit aux XIIe siècle et XIIIe siècle des conseillers à l’évêque de Lausanne. Guillaume d'Écublens, fils de Pierre d'Écublens a été chanoine en 1199 puis trésorier en 1213 avant d'être élu évêque le 16 août 1221.

#### Charles le Téméraire
Écublens a reçu Charles le Téméraire en 1476. Celui-ci préparait une expédition dont il espérait qu'elle lui permettrait de prendre sa revanche sur les Suisses qui l'avaient vaincu à Grandson. Ses troupes ont occupé les lieux durant deux mois.

#### Domination bernoise
De 1536 à 1798, Écublens a vécu, tout comme l'ensemble du Pays de Vaud, sous la domination bernoise.

#### Napoléon Bonaparte
Napoléon Bonaparte a, le 12 mai 1800, inspecté dans la région d'Écublens deux divisions, soit environ 7 000 hommes, qu'il a dirigés vers le Grand-Saint-Bernard. La place Bonaparte rappelle ce passage.

#### Lénine
Vladimir Ilitch Lénine a lui aussi séjourné à Écublens lors de son exil de 1910 à 1915, logé dans une maison vigneronne à La Cocarde.

#### Développement au cours duXXesiècle
Jusqu'au milieu du XXe siècle la population d'Écublens pratique principalement une économie agricole et viticole. À partir de 1960, les premières entreprises s'installent dans la localité, puis dix ans plus tard, les grandes écoles, telles que l'EPFL et l'UNIL.

### Traditions
L'Abbaye des patriotes d'Écublens a été fondée en 1874 (président Louis-Henri Delarageaz). La Société de jeunesse date de 1869. Cependant, c'est au XXe siècle que la culture des loisirs se développe véritablement. En 1967, les activités diverses se regroupent en Union des sociétés locales (USL). En 1997, elle compte vingt associations.

## Politique

### Vie politique
La ville d'Écublens est dirigée par une municipalité de sept membres (exécutif), et un conseil communal de 75 membres (législatif).
La municipalité, dans sa forme moderne, a été constituée le 10 mai 1799, succédant à un précédent conseil villageois. Samuel Clerc fut élu le 17 juillet 1799 comme premier syndic.
Succédant à un Conseil général, le premier conseil communal a été élu en 1909 ; il comptait 45 membres.
En 2011, la première initiative populaire communale « Des abonnements de transports publics abordables pour les jeunes d'Écublens » a abouti avec 1389 signataires valables, plus de 19 % du corps électoral. L'initiative demande une réduction de 50 % du prix des abonnements annuels de transports publics urbains pour encourager les jeunes à se déplacer quotidiennement par des modes de transports durables. L'initiative a été rejetée le 23 septembre 2012 par la population.
Le parti fédéraliste européen de 1975 a eu son siège à Écublens. Un parti du même nom fut créé en 2011.

### Première femme au Grand Conseil
En 1994, Michèle Massy, originaire d'Ecublens, devient la première femme au Grand Conseil du canton de Vaud.

### Prix Wakker 2011
Le Prix Wakker vise à saluer les efforts communs des 8 communes de l'Ouest lausannois dans le domaine de la promotion et de la sauvegarde du patrimoine bâti. En effet, les 8 communes que sont Écublens, Chavannes, Renens, St-Sulpice, Villars-Ste-Croix, Crissier, Prilly, Bussigny, ont décidé de mener une démarche concertative et participative au sein de chaque commune afin d'élaborer un plan de développement commun. Ces communes se sont réunies sous la bannière du SDOL, schéma directeur de l'Ouest lausannois, afin de valoriser l'utilisation du sol ainsi que la reconversion d'anciennes friches industrielles.
C'est la première fois que le prix Wakker est attribué à plusieurs communes, qui plus est sur la base d'un concept et d'idées à réaliser. Cela montre le côté novateur des travaux pilotés par le SDOL.

## Population

### Gentilé et surnom
Les habitants de la commune se nomment les Écublanais.
Ils sont surnommés les Branle-Pantets. Les explications varient sur ce sobriquet, mais selon l'une d'entre elles il signifierait que le pan de la chemise des habitants branle encore tout seul quand ils se lèvent tellement ils font la fête,.

### Démographie

#### Évolution de la population
La commune compte 13 320 habitants au 31 décembre 2023 pour une densité de population de 2 333 hab/km2. Sur la période 2010-2023, sa population a augmenté de 20,0 % (canton : 18,6 % ; Suisse : 9,4 %).  

#### Pyramide des âges
En 2023, le taux de personnes de moins de 30 ans s'élève à 41 %, au-dessus de la valeur cantonale (34,6 %). Le taux de personnes de plus de 60 ans est quant à lui de 20,9 %, alors qu'il est de 22,5 % au niveau cantonal.
La même année, la commune compte 6 856 hommes pour 6 464 femmes, soit un taux de 51,5 % d'hommes, supérieur à celui du canton (49,1 %).
| Hommes | Classe d’âge | Femmes |
| ------ | ------------ | ------ |
| 0,4    | 90 ans ou +  | 1,5    |
| 5,8    | 75 à 89 ans  | 8,3    |
| 11,8   | 60 à 74 ans  | 14,0   |
| 17,6   | 45 à 59 ans  | 18,4   |
| 19,7   | 30 à 44 ans  | 20,6   |
| 30,2   | 15 à 29 ans  | 23,2   |
| 14,4   | - de 14 ans  | 14,1   |

| Hommes | Classe d’âge | Femmes |
| ------ | ------------ | ------ |
| 0,6    | 90 ans ou +  | 1,4    |
| 6,5    | 75 à 89 ans  | 8,7    |
| 13,5   | 60 à 74 ans  | 14,3   |
| 20,9   | 45 à 59 ans  | 20,9   |
| 22,3   | 30 à 44 ans  | 21,7   |
| 19,6   | 15 à 29 ans  | 17,7   |
| 16,6   | - de 14 ans  | 15,3   |

### Éducation
Outre son école historique (vers 1840) devenue bâtiment de l'administration communale, Écublens est dotée de quatre écoles primaires nommées La Coquerellaz, Le Croset (1911-1993), Epenex (1969, architectes Aldo et Frank Dolci, Yverdon). Il y a en outre un collège secondaire sur le site du Pontet. Le collège du Pontet est composé de plusieurs bâtiments nommés selon les planètes du système solaire. Le Pontet possède également une salle de spectacles (L'Espace Nicolier), une bibliothèque et deux salles de gymnastique. De nombreuses activités sont proposées aux élèves telles que : le Chœur des écoles d'Écublens, « Chant en mouvement », le groupe d'improvisation, le groupe informatique…

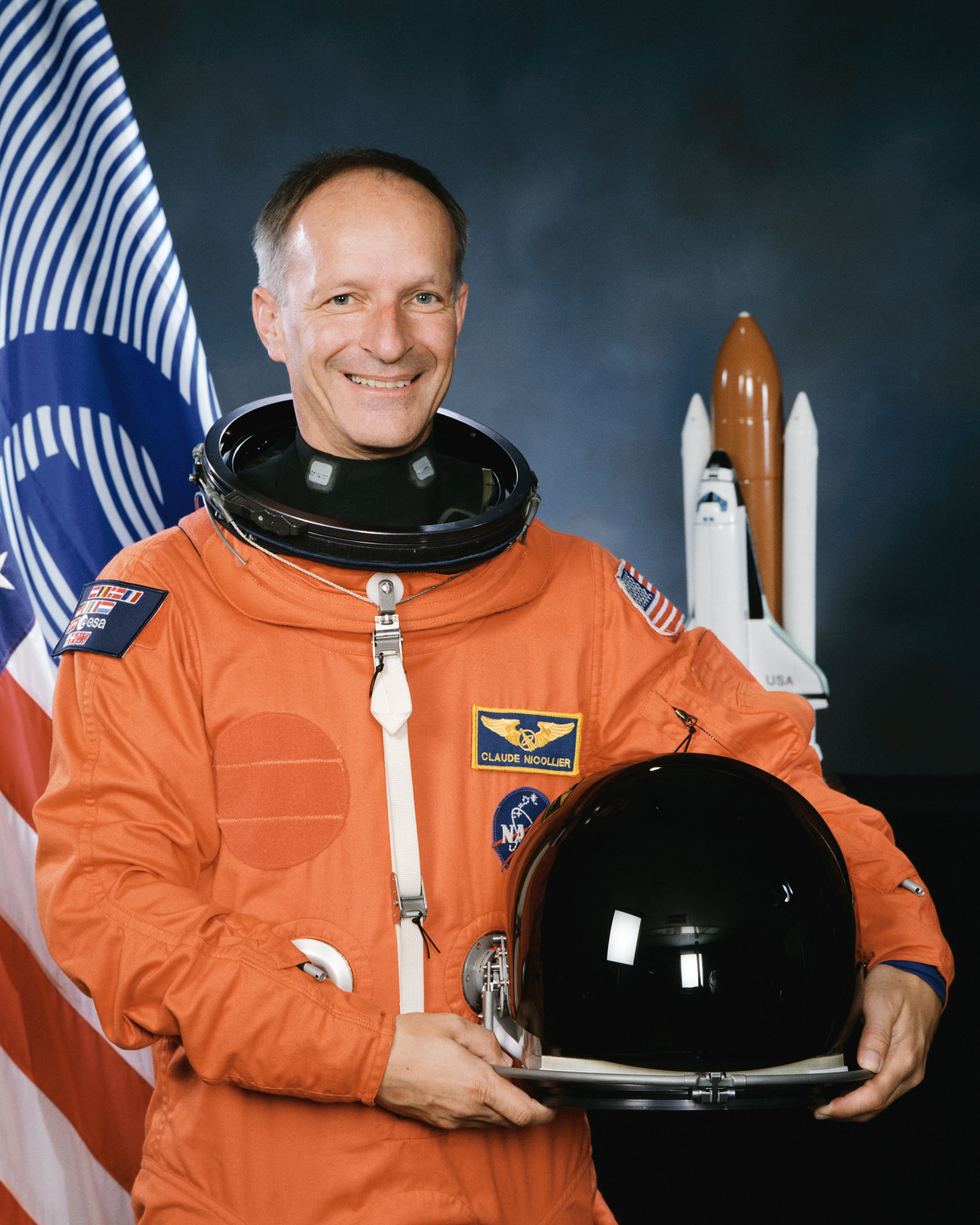
Claude Nicollier, Spationaute enseignant à l'EPFL.

L’École polytechnique fédérale de Lausanne et l’Université de Lausanne sont sises sur le territoire de la commune d'Écublens, à Dorigny.
Le SwissTech Convention Center a été inauguré au début du mois d'avril 2014. Cette salle est modulable et possède une capacité maximale de 3 000 spectateurs. Il délimite l'extension nord du campus.

## Économie
Aujourd'hui, il existe de nombreuses entreprises à Ecublens, dont la SAPAL (Société anonyme des plieuses automatiques Lausanne) qui fut fondée en 1906. Spécialisée dans la fabrication de plieuses automatiques elle créa une machine révolutionnaire capable d'emballer les tablettes de chocolats et fut aussi la première à les vendre sur le marché européen,.
Il y a également la JOWA S.A. créée en 1968. C'est la neuvième des grandes boulangeries de Migros. Cette entreprise approvisionne aujourd'hui une grande partie du canton de Vaud et du Valais en pain. Cette marchandise est livrée dans les magasins Migros,.

## Culture et patrimoine

### Patrimoine bâti

#### Monuments
L'église du Motty, qui domine la localité, a des origines médiévales. En 1135, la chapelle d’Ecublens est rattachée au couvent de Saint-Sulpice. En 1228, cette chapelle, dédiée à Saint-Pierre, prend place au nombre des églises paroissiales. Nef rectangulaire et tour-porche. Elle possède encore une fenêtre datée de 1532. Vers 1907, les verriers lausannois Alexis Guignard et son associé d'origine néerlandaise Jean Schmit installent des vitraux. Plus tard, le fils de Schmit établit trois autres vitraux. Vitrail 1961 de Jean-Pierre Kaiser.
Château de la Motte, rare vestige entouré d’une enceinte de terre et de fossés. Vers 1895, on y aurait trouvé quantité d’ossements d’animaux plus ou moins carbonisés, des cendres, quelques pierres taillées et des fragments de tuiles romaines. Des tombes en dalles ont été mises au jour à proximité, en 1896. Le château de la Motte figure parmi les 4 000 sites recensés par la Carte des châteaux de la Suisse, éditée en 2007. Aujourd’hui, on considère plutôt les mottes fortifiées comme des châteaux d’époque médiévale.
Par ailleurs, la commune compte bon nombre d'autres édifices intéressants qui ont obtenu les notes 2 (intérêt régional) et 3 (intérêt local) au recensement cantonal du patrimoine. On peut ainsi mentionner :
- la cure[37],[38] ;
- l'ancienne école (vers 1840), aujourd'hui bâtiment de l'administration communale[39] ;
- Au Motty, La Tour, maison de maître bernoise, qui remonte au Moyen Âge[34],[40] ;
- Bassenges, Le Foyer, maison de maîtres entourée d'un parc, fin XVIIIe siècle, à toit Mansart[34],[41] ;
- Dorigny, ancien château de Loys, datant de la seconde moitié du XVIIe siècle[34],[42].

#### Site de l'EPFL et de l'Unil
Au XXe siècle, il faut développer les hautes écoles. L'Université de Lausanne se déplace à Dorigny tandis que l'École polytechnique fédérale de Lausanne s'installe à Écublens, aux lieux-dits "Blévallaire/Champagne", et Noyerettes,.
Malgré leur proximité, ces sites sont assez différents au niveau de leur conception urbanistique. L'UNIL privilégie les espaces ouverts, tandis que l'EPFL va plutôt favoriser une structure évolutive, basée sur le concept de la petite ville.
Le site de l'EPFL (école polytechnique fédérale de Lausanne) a été en premier lieu planifié par les architectes zurichois Zweifel et Strickler. Le projet a été retenu après deux concours, en 1969 et en 1970. Le chantier débute à la fin de l'année 1973 avec la construction des routes d'accès et d'un bâtiment qui fait l'objet de plusieurs tests et modifications à cause du choix des matériaux et des coûts.
Le chantier du premier bâtiment de l'EPFL débute en 1974 et le site académique est inauguré en 1978, en accueillant les premiers étudiants. Les premiers locaux aménagés seront la halle fosse du génie civil, les halles de chimie et le laboratoire d'expérimentation architecturale. Elles seront opérationnelles en 1977.
Le site s'est développé durant plus de 25 ans et sa densification est toujours en cours.

### Héraldique
| Blason de Écublens | Blason  | Parti d'azur et de gueules à la bande d'or brochante.                                  |
| Blason de Écublens | Détails | Les armoiries de la commune sont adoptées et approuvées par le canton de Vaud en 1929. |

Ecublens a été le berceau d'une ancienne famille noble remontant au XIIe siècle et portant le nom d'« Écublens ». Elle a joué un rôle important dans l'histoire de l'évêché de Lausanne jusqu'à la fin du Moyen Âge. En 1280, Rodolphe d'Écublens illustre dans ses armes un faucon attaquant un oiseau dans un champ. Mais au XIXe siècle, l'héraldiste Louis-Alphonse de Mandrot attribue à cette famille les armoiries d'une famille de la région de Bordeaux, les Ecoubleau de Sourdis. Ces dernières armoiries sont reprises par la commune vers 1920 et officiellement enregistrées en 1929.